# Código de cores (Eletrônica)
O código de cores na Eletrônica é usado para indicar os multímetros ou as classificações de componentes eletrônicos que, em geral, são mini partículas mas que também são utilizados para criar indutores e outros componentes. 
O código de cores eletrônico foi desenvolvido nos Estados Unidos na década de 1920 pela Radio Manufacturers Association (agora parte da Electronic Industries Alliance), e foi publicada como EIA-RS-279. A atual norma internacional, IEC 60062, é publicada pela Comissão Eletrotécnica Internacional (IEC) em Genebra.
Códigos de cores foram usados porque eles estavam simplesmente mais barato impresso em componentes minúsculos. No entanto, houve inconvenientes, especialmente para pessoas que sofrem com o daltonismo. Também o sobreaquecimento de um componente ou acúmulo de sujeira, pode tornar impossível de distinguir uma faixa de cor marrom do vermelho ou laranja. Avanços na tecnologia de impressão já fizeram números impressos práticos em pequenos componentes.

## Codificação de resistores
Para distinguir a esquerda da direita há uma lacuna entre as bandas C e D.
- banda A é o primeiro número significativo do valor do componente (lado esquerdo).
- banda B é o segundo número significativo (alguns resistores de precisão têm um terceiro número significativo e, portanto, cinco bandas).
- banda C é o multiplicador decimal.
- banda D indica tolerância de valor em percentagem (sem banda significa 20%).

Por exemplo, uma resistência com bandas de amarelo, violeta, vermelho e ouro terá o primeiro dígito como 4 (amarelo na tabela abaixo), segundo dígito como 7 (violeta), seguido por 2 zeros (vermelho): 4.700 ohms de resistência. A faixa de ouro significa que a tolerância é de ± 5%, de modo que a resistência real pode cair em qualquer lugar entre 4465 e 4935 ohms.

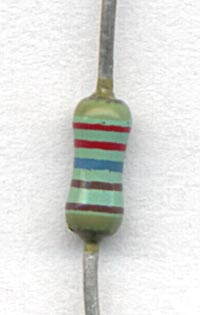
Um resistor de 2260 Ω, 1% de tolerância e 5 faixas de cor.

Todos os componentes codificados por cores terão pelo menos duas faixas de valor e uma com um multiplicador; outras bandas são opcionais.
O código de cor padrão por IEC 60062:2016 é o seguinte:
| Cor | Cor      | Algarismo significativo | Multiplicador | Valor de tolerância |
| --- | -------- | ----------------------- | ------------- | ------------------- |
|     | Nenhuma  | —                       | —             | ±20%                |
|     | Rosa     | —                       | 10-3          | —                   |
|     | Prata    | —                       | 10-2          | ±10%                |
|     | Dourado  | —                       | 10-1          | ±5%                 |
|     | Preto    | 0                       | 1             | —                   |
|     | Marrom   | 1                       | 10            | ±1%                 |
|     | Vermelho | 2                       | 102           | ±2%                 |
|     | Laranja  | 3                       | 103           | ±0.05%              |
|     | Amarelo  | 4                       | 104           | ±0.02%              |
|     | Verde    | 5                       | 105           | ±0.5%               |
|     | Azul     | 6                       | 106           | ±0.25%              |
|     | Violeta  | 7                       | 107           | ±0.1%               |
|     | Cinza    | 8                       | 108           | ±0.01%              |
|     | Branco   | 9                       | 109           | —                   |

## Codificação de capacitores
Os capacitores podem ser marcados com quatro ou mais faixas coloridas. A primeira e a segunda faixa representam os valores significativos enquanto que a terceira é o multiplicador (em picofarads). Bandas adicionais têm significados que podem variar de um tipo para outro. Capacitores de baixa tolerância podem começar com os primeiros 3 (em vez de dois) dígitos do valor.
| Cor | Cor             | Algarismo significativo | Multiplicador | Valor de tolerância | Característica | Tensão de funcionamento em corrente contínua | Temperatura de operação | Vibração     |
| --- | --------------- | ----------------------- | ------------- | ------------------- | -------------- | -------------------------------------------- | ----------------------- | ------------ |
|     | Preto           | 0                       | 1             | ±20%                | —              | —                                            | −55 °C a 70 °C          | 10 a 55 Hz   |
|     | Marrom          | 1                       | 10            | ±1%                 | B              | 100                                          | —                       | —            |
|     | Vermelho        | 2                       | 100           | ±2%                 | C              | —                                            | −55 °C a 85 °C          | —            |
|     | Laranja         | 3                       | 1000          | —                   | D              | 300                                          | —                       | —            |
|     | Amarelo         | 4                       | 10000         | —                   | E              | —                                            | −55 °C a 125 °C         | 10 a 2000 Hz |
|     | Verde           | 5                       | 100000        | ±0.5%               | F              | 500                                          | —                       | —            |
|     | Azul            | 6                       | 1000          | —                   | —              | —                                            | −55 °C a +150 °C        | —            |
|     | Roxo ou violeta | 7                       | 10000         | —                   | —              | —                                            | —                       | —            |
|     | Cinza           | 8                       | —             | —                   | —              | —                                            | —                       | —            |
|     | Branco          | 9                       | —             | —                   | —              | —                                            | —                       | EIA          |
|     | Dourado         | —                       | —             | ±5%*                | —              | 1000                                         | —                       | —            |
|     | Prata           | —                       | —             | ±10%                | —              | —                                            | —                       | —            |

*Ou ±0.5 pF, o que for maior.
Faixas extras em capacitores de cerâmica identificam as características de classe de tensão e de coeficiente de temperatura. Uma faixa preta larga foi aplicada a alguns capacitores de papel tubulares para indicar o fim que teve o eletrodo externo; isso permitiu este fim de estar ligado à terra do chassi para fornecer alguma proteção contra zumbidos e ruídos.